# Jean Leclercq (écrivain)
Pour les articles homonymes, voir Jean Leclercq (homonymie) et Leclercq.
Jean Leclercq, né le 11 juin 1906 à Roubaix dans le département du  Nord en France et mort le 15 août 1981 à Saint-Amand-Montrond dans le Cher, est un écrivain et un nouvelliste français, auteur de littérature policière et de science-fiction.

## Biographie
Orphelin de guerre après la Première Guerre mondiale, il travaille dans le bâtiment. 
Spécialiste de littérature populaire, il fonde le Cercle Désiré auquel participe Yves Olivier-Martin, François Rivière et Roland Stragliati.
Il publie dans les revues Mystère magazine et Lunatique plusieurs nouvelles policières et de science-fiction. Il fait également paraître deux articles sur le personnage de fiction Fantômas.

## Œuvre

### Nouvelles
- Les Vivants et les Ombres, Lunatique no 20 (février 1966)
- La Marque des âges, Lunatique no 37 (avril 1968)
- Arsenic et Vieille Donzelle, Éditions OPTA, Mystère magazine no 295 (septembre 1972)
- La Curiosité punie, Éditions OPTA, Mystère magazine no 296 (octobre 1972)
- Une vengeance, Éditions OPTA, Mystère magazine no 297 (novembre 1972)
- Excès d'amour, Éditions OPTA, Mystère magazine no 301 (mars 1973)
- Les Criminels du Père Lachaise, Éditions OPTA, Mystère magazine no 304 (juin 1973)
- Ah quel bonheur, se trouver sans gêneur, Éditions OPTA, Mystère magazine no 321 (novembre 1975)
- Les Fins dernières, Miroir du fantastique no 18, réédition sous le titre Une soif exemplaire de justice, Désiré no 26-28-29 (1979-1980)

### Articles
- Fantômas et la Révolution prolétarienne (1967), réédition Le Rocambole nouvelle série no 24-25 (mars 2004), réédition Les Moutons électriques, La Bibliothèque rouge no 4 (octobre 2006)
- Fantomas toujours vif ! (1967), réédition Le Rocambole nouvelle série no 24-25 (mars 2004)

## Sources
: document utilisé comme source pour la rédaction de cet article.
- Claude Mesplède (dir.), Dictionnaire des littératures policières, vol. 2 : J - Z, Nantes, Joseph K, coll. « Temps noir », 2007, 1086 p. (ISBN 978-2-910-68645-1, OCLC 315873361), p. 165-166.